# Tony Lip
Tony Lip (* 30. Juli 1930 in Beaver Falls, Pennsylvania als Frank Anthony Vallelonga; † 4. Januar 2013 in Teaneck, New Jersey) war ein US-amerikanischer Schauspieler, der einem breiteren Publikum durch seine Rolle als Mafia-Boss Carmine Lupertazzi, Sr. in der Fernsehserie Die Sopranos (Staffel 3–5) bekannt wurde. Außerdem spielte er den Gangster Philip Giaccone der Bonanno-Familie in dem Film Donnie Brasco.

## Leben
Lip wuchs in der Bronx auf und erhielt als Jugendlicher den Spitznamen Lip ‚Lippe‘, weil er sich aus allen Schwierigkeiten herausreden konnte. Später nahm er diesen Namen als Künstlernamen an. Von 1951 bis 1953 diente er in der US Army, auch in Deutschland. Er arbeitete im bekannten Nachtclub Copacabana. Seine Frau Dolores starb 1999. 2005 schrieb er das Buch Shut Up And Eat!
Lip starb Anfang 2013 und wurde von seinen Söhnen Nick Vallelonga und Frank Vallelonga Jr. († 2022), seinem Bruder Rudy Vallelonga und einem Enkel überlebt.
Für den Film Green Book – Eine besondere Freundschaft von Peter Farrelly fungierte Lips Sohn Nick als Produzent und Drehbuchautor. Der Film erzählt die Geschichte von Tony Lip und Don Shirley. Lip wird im Film von Viggo Mortensen gespielt. Sein Sohn Frank übernahm im Film die Rolle von Tony Lips Bruder Rudy, der echte Rudy Vallelonga spielt hingegen ihren gemeinsamen Vater Nicola.

## Filmografie (Auswahl)
- 1972: Der Pate (The Godfather)
- 1980: Wie ein wilder Stier (Raging Bull)
- 1984: Der Pate von Greenwich Village (The Pope of Greenwich Village)
- 1985: Im Jahr des Drachen (Year of the Dragon)
- 1989: Lock Up – Überleben ist alles (Lock Up)
- 1990: GoodFellas – Drei Jahrzehnte in der Mafia (Goodfellas)
- 1992: Bloody Marie – Eine Frau mit Biß (Innocent Blood, A French Vampire in America)
- 1997: Donnie Brasco
- 2001–2007: Die Sopranos (The Sopranos, Fernsehserie, elf Folgen)
- 2006: All In – Pokerface (All In)
- 2008: Stiletto